# Antonio Mora
Manuel Antonio Leonida Mora Sibaya (ur. 16 sierpnia 1919, zm. 26 lipca 1992 w San José) – kostarykański strzelec, olimpijczyk.
Brał udział w igrzyskach olimpijskich w 1968 (Meksyk). Wystartował tylko w konkurencji pistoletu dowolnego z odl. 50 m, w której zajął 67. miejsce (wyprzedził tylko Rodrigo Ruiza i Miguela Barasordę).

## Wyniki olimpijskie
| Igrzyska | Konkurencja            | Wynik                           | Miejsce    | Źródło |
| -------- | ---------------------- | ------------------------------- | ---------- | ------ |
| IO 1968  | Pistolet dowolny, 50 m | 485 punktów (87-85-86-78-83-80) | 67 (na 69) | [ 2 ]  |